# 香港英語流行音樂
香港英語流行音樂（英語：Hong Kong English pop）是在香港製作、演出和流行的英文歌曲。 它被香港人簡單地稱為“英國流行音樂”。香港英文流行時代的高峰期是從1950年代到中期1970年代。

## 歷史
由於英語是1843年至1974年香港唯一的官方語言，因此在20世紀的香港人廣泛使用英語，尤其是在正式場合。 因此，以英文演唱的流行歌曲在華人和英國裔的香港市民中都非常受歡迎。

### 二戰之前
許多樂隊領隊和音樂家都是菲律賓人。洛平曾在Ciro's帶領樂隊多年，後來連同弗烈（Fred Carpio）、歌詩寶（Vic Cristobal）和其他許多人一樣，他來到了香港。

### 1950年代
1951年，弗蘭基·萊恩在香港錄製了《玫瑰，玫瑰，我愛你》，該曲是中國流行歌曲《美貴美貴我愛你》的英文版。陳歌辛，1940年代由姚李首錄。1959年蔡琴錄製姚敏的《第二個春天》的英文版，曾在倫敦舞台音樂劇蘇絲黃的世界中演出。

### 1960年代
披頭士樂隊、貓王、約翰尼·馬西斯等西方引進的英文流行音樂在該市廣受歡迎。 受西方流行音樂的啟發，香港藝術家於1960年代開始用英語創作香港自己的流行音樂。The Kontinentals是一支起源於英皇佐治五世學校的男生樂隊，經常被認為是第一支以1960年代初期英國流行音樂風格錄製原創作品的香港樂隊。主唱和貝斯手聶安達和主音吉他手羅伊·達文波特分別創作了兩首歌曲《我仍然愛你》和《我想她》，這些歌曲在獨立軌道唱片公司的排行榜上位居榜首英國爵士歌手格里·斯科特擁有的唱片公司。
在此之前，英國殖民地的大多數英語錄音都是翻唱的，除了少數例外，這種趨勢一直持續到1960年代。聶安達繼續擔任創作歌手，隨後在鑽石唱片的樂隊中創作歌曲，包括《Out of Sight, Out of Mind》、《Missing You》和《How Do You Do》。尼爾森在 1970 年代初與一支名為Ming的樂隊重新露面，該樂隊主要錄製了他自己的作品，包括《原因》、《永遠不會回家》和《你和我》。1976年樂隊解散後，尼爾森以製作人的身份加入了該廠牌，並最終晉升為A&R的經理。三年後，他離開了自己的公司，該公司管理和製作了賈思樂和露雲娜等藝術家，並以粵語和英語進行錄音。泰迪羅賓和他的樂隊Teddy Robin and the Playboys（最熱門的歌曲《謊言》和《你不能在櫻桃樹上種桃子》），祖尊尼亞和他的樂隊The Side-Effects（最熱門的歌曲《Here's A Heart》、《Letter To Susan》）和Irene Ryder是一些成功的藝術家。他們大多在1960年代後期成名。當地政府電台香港電台第三台英文服務的DJ郭利民大力推廣和培育香港的英文流行音樂，以及同一電台的中文頻道還推出了一個名為《聽歌學英語》的節目，這也提高了該類型的流行度。這些課程在1960年代和1970年代香港的英語口語水平很高，備受讚譽。
其他香港英文流行藝人包括詹小屏、D'Topnotes-他們的3名成員包括主唱兼貝斯手洛詩婷、鼓手Michael Samson、歌手Vikki Samson（樂隊領隊Lobing Samson的孩子）、Michael Remedios和神秘主義者、丹尼·迪亞茲和將軍。香港的夜總會以酒店和宴會廳為基地，有菲律賓和中國舞蹈樂隊，通常由當地女歌手擔任主唱。在高端市場，潘迪華、方逸華和江玲以中英文混合曲目而聞名。鑽石唱片也成為1960年成立的獨立香港廠牌，發行英語和國語原版專輯。香港百代唱片緊隨其後，在哥倫比亞發行了一系列專輯和張露、鍾玲玲、蓓蕾、詹小屏和黎愛蓮的百代唱片。1968年，梁寶耳製作了1960年代最著名的雙語專輯之一。
其他樂隊包括Giancarlo和他的意大利組合Corsairs、 Reynettes、 The Fabulous Echoes、 Mystics、 Zoundcrackers、 Downbeats、 Side Effects、 Mod East、 Sons of Han、 The Menace、聶安達、 Inspirations、 The Menace、 Joe Chen、 The Black Jacks、 The Quests (Mr. Rainbow)、 Buddy Wong、 The Willows、 The Nautics、 The Swinging Minstrels、 The Young Men、 The Gabriels等藝術家的民歌。 

### 1970年代
英語流行音樂進口在該地區仍然很受歡迎。在當地，溫拿樂隊、羅文四步合唱團、露雲娜、杜麗莎、葉麗儀、區瑞強、陳秋霞、陳美齡、筷子姊妹花、和以許冠傑為主音的蓮花樂隊，以及由聶安達組成並錄製他的作品的樂隊Ming是一些著名的例子。其他用英語表演的藝術家包括肥媽、格雷西·里維拉、The Young Men等。
在大會堂舉行的仲夏夜節音樂會上有中英文混合演出，門票從港幣10-20元不等，包括麥克雷梅迪奧斯、漣漪、淮秦、陳任、陳威廉、陳浩德、高小紅、徐小鳳、孫泳恩、奚秀蘭、馮偉棠、舒雅頌、鄭愷、鮑立、鍾安妮和鍾珍妮，也被稱為鍾姐妹，是TVB和EYT的中流砥柱。

### 1980年代
粵語流行音樂的興起吸引了1980年代一些英語流行歌手加入粵語流行音樂，例如露雲娜、溫拿樂隊的鍾鎮濤和譚詠麟、羅文四步合唱團的羅文。Beyond成立於1983年，後來在香港取得了數十年無與倫比的成功，發行了他們早期的一些英語作品，如《漫漫長路沒有朋友》和《神話》；Citybeat成立於1980年代，並在轉向粵語流行音樂之前取得了短暫的成功。

### 2000年代
2000年代以後，英語流行音樂在香港人中仍然很受歡迎，僅次於粵語流行音樂。雖然大多數香港藝術家現在主要用粵語唱歌，但香港藝術家在他們的專輯中加入英文曲目仍然很常見。一些藝術家創作的英文作品比其他藝術家多，創作大量英文作品的藝術家包括周華健、林一峰、衛蘭、The Pancakes、Ghost Style等等。
陳慧琳1998年發行英文單曲《Lover's Concerto》，1999年在韓國走紅。王菲發行的英文單曲《Eyes on Me》在日本和後來的北美 作為《Final Fantasy VIII》的主題曲，獲得全球曝光和好評。 <陳博士>於2000年發行英文專輯《Touch of Love》。杜麗莎於2003年與香港管弦樂團合作，舉辦系列音樂會並發行雙碟英文專輯。

### 2020年代以後
自2020年代以來，香港湧現出许多專注於英文流行歌曲的新音樂人。 在R&B界，主要歌手包括Kiri T，Tyson Yoshi，Gareth.T，Moon Tang和Kayan9896。